# Benedykt Dybowski
Benedykt Dybowski (Navahroedak in het Keizerrijk Rusland, 12 mei 1833 - Lviv in de Tweede Poolse Republiek, 31 januari 1930) was een Poolse arts en natuuronderzoeker die vooral bekend werd door zijn ontdekking van nieuwe soorten vissen en kreeftachtige in het Baikalmeer.

## Biografie
Hij werd geboren in Navahroedak een plaats in Wit-Rusland toen onderdeel van het Keizerrijk Rusland. Hij studeerde medicijnen aan de universiteiten van Minsk en Tartu. Aan de Universiteit van Wrocław specialiseerde hij zich in de zoölogie en nam deel aan wetenschappelijke expedities op zoek naar nieuwe soorten in zee levende kreeftachtigen en vissen.
Hij werd veroordeeld tot dwangarbeid in Siberië om zijn deelname aan de Januari-opstand in 1863. In 1866 werd hij ontslagen uit gevangenschap, kreeg zijn burgerrecht terug en kon aan het werk als arts. Hij vestigde zich in een dorp aan het Baikalmeer en was daar betrokken bij wetenschappelijk onderzoek door het Russisch Geografisch Genootschap in Siberië en werkte daarnaast als arts.
Daarna keerde hij terug naar Europa en in 1886 is hij voorzitter van een Pools wetenschappelijk genootschap in Lviv (toen behorend tot de Tweede Poolse Republiek). In deze stad bleef hij de rest van zijn leven en ontving diverse onderscheidingen voor zijn werk waaronder een eredoctoraat aan de Universiteit van Warschau in 1921.

## Bron
- Dit artikel of een eerdere versie ervan is een (gedeeltelijke) vertaling van het artikel Benedykt Dybowski op de Engelstalige Wikipedia, dat onder de licentie Creative Commons Naamsvermelding/Gelijk delen valt. Zie de bewerkingsgeschiedenis aldaar.

- Gemeinsame Normdatei: 119401371
- International Standard Name Identifier: 0000 0001 0957 4201
- Library of Congress Control Number: n83035645
- Nationale Bibliotheek van Tsjechië: js2011619598
- Nationale Bibliotheek van Israël: 987007386801205171
- Nederlandse Thesaurus van Auteursnamen: 070452806
- Système universitaire de documentation: 183546121
- Virtual International Authority File: 18031071
- WorldCat: E39PBJwMCMPbmbPVwQqRgrRtKd